# Plitvička Jezera
Plitvička Jezera (magyarul: Plitvicei tavak) falu és község Horvátországban Lika-Zengg megyében. Közigazgatásilag Bjelopolje, Čanak, Čujića Krčevina, Donji Vaganac, Drakulić Rijeka, Gornji Vaganac, Gradina Korenička, Homoljac, Jasikovac, Jezerce, Kalebovac, Kapela Korenička, Kompolje Koreničko, Končarev Kraj, Korana, Korenica, Kozjan, Krbavica, Ličko Petrovo Selo, Mihaljevac, Novo Selo Koreničko, Oravac, Plitvica Selo, Plitvički Ljeskovac, Poljanak, Ponor Korenički, Prijeboj, Rastovača, Rešetar, Rudanovac, Sertić Poljana, Smoljanac, Šeganovac, Trnavac, Tuk Bjelopoljski, Vranovača, Vrelo Koreničko, Vrpile, Zaklopača és Željava települések tartoznak hozzá. A község központja Korenicán van.

## Fekvése
Otocsántól légvonalban 30 km-re, közúton 63 km-re keletre, Szluintól légvonalban 26 km-re, közúton 34 km-re délre, Bihácstól légvonalban 20 km-re, közúton 40 km-re északnyugatra a Zágrábot Splittel összekötő 1-es számú főútvonal mentén, az azonos nevű tórendszer keleti partján fekszik. A községet nyugatról Vrhovine, északról Rakovica, délről Udbina község, keletről Bosznia-Hercegovina határolja. Területének legnagyobb részét a Mala Kapela hegyeinek déli része és a Plješivica északi része, délkeletről a Mrsinj, északról a Medvjeđak hegyeivel foglalja el. A növényzet legnagyobb része erdő, az alacsonyabban fekvő részeken gyertyán, a feljebb főként bükk és fenyő. Egy kisebb észak-déli fekvésű rész mezőgazdasági terület. Legalacsonyabb pontja Gavranića Most északon Vaganacnál (289 m), a legmagasabb keleten a Gola Plješivica (1646 m). Éghajlata északkeleten és délen mérsékelten kontinentális mérsékelt mennyiségű csapadékkal, a többi rész éghajlata csapadékos, hegyvidéki. Vizei közül a legjelentősebb északon a Plitvicei tórendszer a Korana felső folyásával, délen a Korenička patak amely néhány más patakkal együtt Plitvički Ljeskovac mellett a Matica patakba ömölve folyik a Plješivica alatti 639 méteres tengerszinti magasságban fekvő Prosćansko-tóba.

## Története
A régészeti leletek tanúsága szerint már a kőkorszaktól fogva él ember ezen a tájon. Az első emberek még a környék, főként a tavakhoz közel fekvő barlangjaiban éltek. Később az erdőkben építettek kunyhókat maguknak. Megtalálhatók itt az illírek településeinek nyomai, majd a későbbi római erődök és őrtornyok maradványai is. A horvátok a 7. században telepedtek itt meg és a tavak körül fából építettek kunyhókat maguknak. Később feltüntel a kőből épített jellegzetes alápincézett likai gerendaházak. A 12. századból származnak a korbáviai püspökök mršinji várának maradványai, mely feltehetően a püspökség legkorábbi székhelye volt. 1185-ben innen került át a püspöki székhely Udbinára. A vár és uradalma 1486-tól a Frangepánok uralma alá került. 1527-ben a török Mršinjt is elfoglalta és még abban az évben Frangepán Kristóf azt jelentette, hogy a boszniai pasa Udbina és Komić mellett Mršinjt is erősíti. Fras a Lika topográfiájáról szóló művében azt állította róla, hogy ez egy tágas vár volt. Erről a várról nevezték el a korbáviai hercegek egyik ágát, merzinjeinek. Néhány fala máig fennmaradt.
A török kiűzése után a 17. század végén több őrtornyot is építettek a határőrvidéknek ezen a szélén melyek a környező terület védelmét szolgálták. 1775-ben likai és korbáviai útja során II. József is meglátogatta a tavakat és gyönyörködött szépségükben. 1818-ban otocsáni tartózkodása során I. Ferenc király is meglátogatta Plitvicét. 1845-ben látogatást tett itt II. Frigyes Ágost szász király is.
1852-ben August Billek otocsáni ezredes megépíttette a Pribojból Jezercén és a Kozjakon át Plitvicére vezető utat. 1861-ben Wagner károlyvárosi parancsnok megbízásából az otocsáni ezred parancsnoka a Kozjak tó feletti Velika Poljanán vendégházat építtetett, ahol az utazók ellátására állandó személyzet tartózkodott. Ez volt a tavaknál épített első szállóépület. Az első falvak Ljeskovac, Plitvica Selo, Velika Poljana és Priboj csak viszonylag későn a 19. század végén jelentek meg a tórendszer körül. Ekkor épültek az első malmok és fűrésztelepek és az első szálloda is. A vidék egyre híresebb lett Európaszerte. Sok osztrák-magyar főúr és gazdag ember látogatott a tavakhoz és gyönyörködött a táj szépségeiben. 1890-ben megalakították a Plitvicei-tavak és környékének szépítő egyesületét, melynek feladata a táj szépségének megóvása és a turizmus fejlődésének elősegítése volt. 1894-ben a Kozjak-tónál a zágrábi Josip Dryak tervei szerint nagy szálloda építésébe kezdtek, az építés 1896-ban fejeződött be.
A falunak 1857-ben még csak 16, 1910-ben már 47 lakosa volt. A trianoni békeszerződésig Lika-Korbava vármegye Otocsáni járásához tartozott. Ezt követően előbb a Szerb-Horvát-Szlovén Királyság, majd Jugoszlávia része lett. 1936-ban turisztikai komplexumot építettek, a kis vízierőműtől a barlang és a közeli szállodák áramszükségletéhez ötszáz méter hosszú föld alatti kábelt raktak le. Életében fellendülést hozott a Plitvicei-tavak Nemzeti Park 1949-es megalapítása, mely növelte a vidék turistaforgalmát. 1991-ben a független Horvátország része lett, de még az évben elfoglalták a szerb csapatok. 1991. január 10-én megtámadták a nemzeti park igazgatóságának épületét és annak elnökét a terület elhagyására kényszerítették, dolgozóit elkergették. Március 25-én a nemzeti park területét a Krajinai Szerb Köztársaság részévé nyilvánították. 27-én a Korana hídján barikádot építettek és kitűzték a szerb zászlót a környező magaslatokra. Megkezdődött a horvát lakosság zaklatása, a házaik elleni támadások. A rendet 28-án a horvát rendőrök érkezése állította helyre. 31-én a szerbekkel vívott harcban itt esett el a honvédő háború első rendőr áldozata. Április 2-án a horvát rendőrök az egyik szálloda épületébe szorulva többé nem tudták megvédeni a környező falvak horvát lakosságát. Itt augusztus 30-ig tartották magukat, amikor a szerbek elfoglalták az épületet és a rendőröket a jugoszláv hadseregnek adták át.
A horvát hadsereg 1995. augusztus 6-án a Vihar hadművelet keretében foglalta vissza a község területét, melynek szerb lakói nagyrészt elmenekültek. A falunak 2011-ben 294, a községnek összesen 4358 lakosa volt, akik főként a turizmusból éltek. A községnek Korenicán tűzoltó egyesülete, kommunális társasága, könyvtára, turisztikai irodája, egészségháza van.

## Lakosság
| Lakosság változása | Lakosság változása | Lakosság változása | Lakosság változása | Lakosság változása | Lakosság változása | Lakosság változása | Lakosság változása | Lakosság változása | Lakosság változása | Lakosság változása | Lakosság változása | Lakosság változása | Lakosság változása | Lakosság változása | Lakosság változása |
| ------------------ | ------------------ | ------------------ | ------------------ | ------------------ | ------------------ | ------------------ | ------------------ | ------------------ | ------------------ | ------------------ | ------------------ | ------------------ | ------------------ | ------------------ | ------------------ |
| 1857               | 1869               | 1880               | 1890               | 1900               | 1910               | 1921               | 1931               | 1948               | 1953               | 1961               | 1971               | 1981               | 1991               | 2001               | 2011               |
| 16                 | 0                  | 0                  | 0                  | 5                  | 47                 | 57                 | 80                 | 13                 | 98                 | 152                | 458                | 692                | 547                | 381                | 294                |

## Nevezetességei
- A község fő látványossága a Plitvicei tórendszer. A tórendszert alkotó tizenhat tó észak - déli irányban nyolc kilométer hosszan füzérszerűen húzódik a hegyek között és mintegy 190 – 200 vízesés köti össze őket. Szintkülönbségük 156 méter, az utolsó tó a Sastavci 483 méterre van a tengerszint felett. A hegyvidék domborzatának köszönhetően minden tó más-más magasságban helyezkedik el. Két legnagyobb tava a Kozjak és a Prosce, ezek 1000-1500 négyzetméteres vízfelületétől a legapróbb tavacskákig a legváltozatosabb méretűek. A tórendszer 1979-ben az elsők között került fel az UNESCO világörökségi listájára.
- A Korenica feletti 1097 méter magas Mršinj nevű hegyen találhatók Mršinj várának romjai. A vár 1185 előtt a korbáviai püspökök székhelye volt. 1527-ben a török elfoglalta, majd megerősítette. A 17. század végén újra horvát kézre került, majd később jelentőségét veszítve romlásnak indult. Néhány fala még ma is áll.
- A Plitvicei-tavak Nemzeti Park határában, a Glibova draga (a Kozjak-tó déli része) és a Gradinsko-tó között egy erdős félszigeten található a Kozjak vára (a szakirodalomban Krč, Krčingrad vagy Pliš váraként is emlegetett) régészeti lelőhely.[5] A domb ellipszis alakú fennsíkja körülbelül 60 x 20 méter nagyságú, amelyet árok és védőfal vesz körül. Formáját és építési módját tekintve története a 11. - 13. századig nyúlik vissza. A domb középső része kissé kiemelkedő, egyenetlen és sűrű növényzettel benőtt. A fennsík legegyszerűbb megközelítése a félsziget délnyugati, meglehetősen szelíd lejtőjén lehetséges. Feltételezhetően ez vezetett az erődítmény bejáratához, egy háromszög alakú védőtoronyhoz, amely magát a bejáratot védte. A Kozjak erődöt a neves horvát régész és történész Emilij Laszowsky tárta fel a huszadik század elején (1911- 1912-ben). Amellett, hogy a fennsík peremfalát teljes hosszában feltárta és így meghatározta az egykori erődítmény méreteit, munkájának nagy részét a háromszög alakú védőtorony feltárására összpontosította. A legutóbbi, 2008-ban és 2009-ben végzett kutatás kimutatta, hogy az impozáns méretű háromszög alakú védőtorony (minden oldalának hossza 16 méter) talajszintig megmaradt, és védelmi funkciója mellett státusszimbólum szerepe is volt. A ritka alaprajz, pazarul kidolgozott építészeti profilozás darabjai, az in situ talált lőrések kialakítási módja és a történelmi kutatások eddigi eredményei arra utalnak, hogy a várat 13. század során a Babonicsok vagy a Frangepánok építették.

## Gazdaság
A település gazdaságának legnagyobb részét a Plitvicei-tavak Nemzeti Park védelme, intézményeinek fenntartása és igazgatása adja. A nemzeti park azon ritka horvát természetvédelmi intézmények egyike, mely kiadásait is saját maga termeli meg. A bevételek főként a látogatók által befizetett belépőkből, szállásokból, vendéglátóhelyekből (hét szálloda, két kemping és néhány étterem) és kereskedelmi tevékenységből származnak. A nemzeti park hétszáz állandó és mintegy kétszáz idénymunkást is foglalkoztat. A szezonban a legtöbb munkás a látogatók fogadásánál és a vendéglátó szektorban dolgozik. A természetvédelem korlátozza az ipari és mezőgazdasági tevékenységet. A Korenica környéki falvak lakossága a turizmuson kívül állattartással, tejtermeléssel házi szilvapárlat előállításával is foglalkozik.

## Kultúra és művelődés
A község területén két alapiskola működik, az egyik Plitvička Jezerán, a másik Korenicán. Az egyetlen középiskola Korenicán van, a gimnáziumi oktatáson kívül a turizmus és vendéglátás területén képez szakmunkásokat. A gimnázium már 1920-óta működött, majd az 1970-es évek elején a nemzeti park kezdeményezésére vendéglátóipari képzés is indult. Az iskolába nem csak a község területéről, hanem Otocsán, Vrhovine, Rakovica, Udbina és Gospić környékéről is sok diák jár.

## Sport
A község területén két labdarúgóklub működik. Az N.K."Lika 95" Korenicán és az N.K."Plitvice" Mukinján. Említésre méltó még "Plitvice" tékvandó klub és a "Plitvice" tekeklub.